# آرتور ال هایوود سوم
آرتور ال هایوود سوم (انگلیسی: Arthur L. Haywood III؛ زادهٔ ۲۸ ژانویهٔ ۱۹۵۷) سیاست‌مدار اهل ایالات متحده آمریکا است.